# Spiritus asper
Spiritus asper är ett diakritiskt tecken i äldre grekisk ortografi och betecknar ett h-ljud.
Spiritus asper, ῾, förekommer vid följande bokstäver:
ἁ - ἑ - ἡ - ἱ - ὁ - ὑ - ὡ - ῥ
Ἁ - Ἑ - Ἡ - Ἱ - Ὁ - Ὑ - Ὡ - Ῥ

## Exempel
- ἅγιος — helig
- ὁδός — väg
- Ὁμηρος — Homeros

Spiritus asper förekommer därtill över ρ i början av ett ord, till exempel ῥαββί — rabbi, mästare.